# NGC 3731
NGC 3731 é uma galáxia elíptica (E) localizada na direcção da constelação de Leo. Possui uma declinação de +12° 30' 46" e uma ascensão recta de 11 horas, 34 minutos e 11,6 segundos.
A galáxia NGC 3731 foi descoberta em 12 de Abril de 1784 por William Herschel.